# (42295) Teresateng
(42295) Teresateng est un astéroïde de la ceinture principale.

## Description
(42295) Teresateng est un astéroïde de la ceinture principale. Il fut découvert le 23 octobre 2001 à l'observatoire Desert Eagle par William Kwong Yu Yeung. Il présente une orbite caractérisée par un demi-grand axe de 2,22 UA, une excentricité de 0,19 et une inclinaison de 7,2° par rapport à l'écliptique.
Cet astéroïde a ainsi été nommé, en l'honneur de la célèbre chanteuse Teresa Teng (鄧麗君) [*1953–†1995], la superstar chinoise, d'origine taïwanaise.

## Compléments